# Stazione meteorologica di Lacedonia
La stazione meteorologica di Lacedonia è la stazione meteorologica di riferimento relativa alla località di Lacedonia.

## Coordinate geografiche
La stazione meteo si trova nell'Italia meridionale, in Campania, in provincia di Avellino, nel comune di Lacedonia, a 707 metri s.l.m. e alle coordinate geografiche 41°03′N 15°25′E.

## Dati climatologici
In base alla media trentennale di riferimento 1961-1990, la temperatura media del mese più freddo, gennaio, si attesta a +4,8 °C; quella del mese più caldo, agosto, è di +22,6 °C .
| Lacedonia          | Mesi | Mesi | Mesi | Mesi | Mesi | Mesi | Mesi | Mesi | Mesi | Mesi | Mesi | Mesi | Stagioni | Stagioni | Stagioni | Stagioni | Anno |
| Lacedonia          | Gen  | Feb  | Mar  | Apr  | Mag  | Giu  | Lug  | Ago  | Set  | Ott  | Nov  | Dic  | Inv      | Pri      | Est      | Aut      | Anno |
| ------------------ | ---- | ---- | ---- | ---- | ---- | ---- | ---- | ---- | ---- | ---- | ---- | ---- | -------- | -------- | -------- | -------- | ---- |
| T. max. media (°C) | 7,1  | 8,0  | 10,6 | 14,9 | 19,3 | 24,0 | 27,4 | 27,9 | 23,3 | 17,5 | 12,5 | 9,0  | 8,0      | 14,9     | 26,4     | 17,8     | 16,8 |
| T. min. media (°C) | 2,5  | 2,4  | 3,9  | 7,0  | 10,6 | 14,1 | 16,8 | 17,3 | 14,4 | 10,7 | 7,2  | 4,3  | 3,1      | 7,2      | 16,1     | 10,8     | 9,3  |